# Jesse Moss
Jesse Moss (Vancouver, 4 maggio 1983) è un attore canadese.

## Carriera
Moss è conosciuto per aver recitato nella parte di Jason McCardy in Licantropia Evolution, di Jason Wise in Final Destination 3 e di Quinn McKaye nella serie televisiva Whistler.

## Vita privata
Moss ha un fratello, Rory Moss, e una sorella, l'attrice Tegan Moss.

## Filmografia parziale

### Cinema
- Un'amicizia pericolosa (Gold Diggers: The Secret of Bear Mountain), regia di Kevin James Dobson (1995)
- Nightmare in Big Sky Country, regia di Alan Metzger (1998)
- Licantropia Evolution (Ginger Snaps), regia di John Fawcett (2000)
- Speak, regia di Suki Kaiser e Jonathan Scarfe - cortometraggio (2001)
- Prozac Nation, regia di Erik Skjoldbjærg (2001)
- Fore, regia di Tony Dean Smith - cortometraggio (2001)
- 3 Days in Vain, regia di Tony Dean Smith - cortometraggio (2002)
- Love on the Side, regia di Vic Sarin (2004)
- Have You Heard? Secret Central, regia di Ron Oliver (2004)
- Missing in America, regia di Gabrielle Savage Dockterman (2005)
- Final Destination 3, regia di James Wong (2006)
- Destiny's Bride (Partition), regia di Vic Sarin (2007)
- Free Style, regia di William Dear (2008)
- The Uninvited, regia di Charles Guard e Thomas Guard (2009)
- Wild Cherry, regia di Dana Lustig (2009)
- Tucker & Dale vs Evil, regia di Eli Craig (2010)
- Dear Mr. Gacy, regia di Svetozar Ristovski (2010)
- Un anno da leoni (The Big Year), regia di David Frankel (2011)
- 13 Eerie, regia di Lowell Dean (2013)
- Vikingdom, regia di Yusry Abd Halim (2013)
- Rocketship Misfits, regia di Matt McInnis - cortometraggio (2013)
- Extraterrestrial, regia di Colin Minihan (2014)
- WolfCop, regia di Lowell Dean (2014)
- Still/Born, regia di Brandon Christensen (2017)
- Daddy's Girl, regia di Julian Richards (2018)
- Colours, regia di Brooklynn Prince - cortometraggio (2019)

### Televisione
- Oltre i limiti (The Outer Limits) – serie TV, episodi 1x12-3x17-7x16 (1995-2001)
- Cold Squad - Squadra casi archiviati (Cold Squad) – serie TV, episodio 3x08 (1999)
- Storie incredibili (Amazing Stories) – serie TV, 1 episodio (2001)
- The Dead Zone – serie TV, 2 episodi (2002-2006)
- The Collector – serie TV, 4 episodi (2005-2006)
- Trollz – serie TV, 5 episodi (2005-2006)
- Whistler – serie TV, 26 episodi (2006-2007)
- Spectacular!, regia di Robert Iscove – film TV (2009)
- Il giardino del diavolo (Seeds of Destruction), regia di Paul Ziller - film TV (2011)
- Ghost Wars – serie TV, 12 episodi (2017)
- Dirty Money – serie TV, episodio 1x02 (2018)

## Doppiatori italiani
Nelle versioni in italiano delle opere in cui ha recitato, Jesse Moss è stato doppiato da:
- Davide Perino in Motive, Il dono dell'imprevedibile
- Renato Novara in Trollz
- Alessio Puccio in Final Destination 3
- Davide Albano in Spectacular!
- Fabrizio De Flaviis in Bond of Silence
- Andrea Mete in The Uninvited
- Alessandro Capra in Continuum
- Paolo Vivio in Licantropia Evolution
- Matteo Costantini in Supergirl